# Свитазів
Сви́тазів — село в Україні, у Сокальській міській територіальній громаді Шептицького району Львівської області. Населення становить 820 осіб (2001).